# TaxPayers' Alliance
La « TaxPayers ‘Alliance » (TPA) est un think tank et groupe de pression anglais, basée à Londres. Situé à droite, de mouvement de Résistance fiscale et de Conservatisme fiscal a été créé en 2004 pour faire campagne, selon ses dires, contre les taux d'imposition jugés trop élevés et croissants, pour la transparence à tous les niveaux de gouvernement, et contre le "gaspillage gouvernemental", croyant en « un pays pro-entreprise avec des taxes plus basses et plus simples qui financeraient de meilleurs services publics grâce à l'innovation, à l'automatisation et à l'élimination du gaspillage ».
En 2008 (selon son site Web, consulté en mars 2009), la TPA employait 13 personnes (19 à partir de novembre 2018). Elle prétendait avoir environ 18.000 partisans enregistrés en 2008, passés à 55.000 en septembre 2010 ; mais il a été suggéré qu'une large majorité de ces supposés partisans étaient des personnes simplement inscrites à une liste de diffusion, ne contribuant ni financièrement ni d'une autre manière aux campagnes ; selon la BBC, sur 18 000 partisans enregistrés 15% environ (2700 personnes) seraient des «militants» prêts à manifester et/ou distribuer des tracts.
La TPA a été fondé par le lobbyiste et stratège politique Matthew Elliott, avec sa compagne Florence Heath et avec Andrew Allum (qui en sera président de 2004 à 2019). Matthew Elliott avait déjà fondé le groupe des « Conservateurs Amis de la Russie», puis (au même moment que celui de la création de la TPA), il a créé le Think tank eurosceptique Business for Britain, et le groupe de pression Big Brother Watch. Elliott est aussi connu pour avoir copiloté et conduit à la victoire la campagne NOtoAV (lors du référendum de 2011 sur la réforme du vote). Et en 2015, il a été nommé directeur général de la campagne Vote Leave, le principal des groupes politiques promouvant le Brexit. En 2021, la TPA est dirigée par Mike Denham (Président) et John O'Connell (Directeur exécutif). (nommé en 2008 «Groupe de pression de l'année» par le commentateur politique conservateur Iain Dale).

## Histoire
En 2004, les conservateurs anglais prévoyaient des dépenses comparable (en masse budgétaire) à celles du parti travailliste. Au sein du Parti des conservateurs, un groupe de «libertariens», frustrés par ce qu'ils considéraient comme la décision du parti d'abandonner sa position traditionnelle de réduction des impôts, fonde la TPA. 

Matthew Elliott (qui travaillait antérieurement pour Timothy Kirkhope, chef des députés conservateurs anglais) et sa compagne Florence Heath, avec l'aide d'Andrew Allum créent l'Alliance TPA. Ils la présentant comme sans but lucratif et destinée à représenter ceux « qui veulent réduire les impôts et les dépenses ». La TPA attire des adhérents et sympathisants en se présentant comme pouvant « faire voler des cerfs-volants » pour des idées politiques que les conservateurs pourraient ensuite adopter formellement. Florence Heath et la fille d'Alexander Heath qui a été l'un des directeurs de la TPA.
En 2006, la TPA a en outre créé et fait enregistrer une « organisation de bienfaisance », nommée Taxpayers' Alliance Research Trust, rebaptisée environ un an plus tard Politics and Economics Research Trust. Matthew Elliott en sera le secrétaire durant 4 ans (de 2006 à 2010). Parmi les membres du trust figurent : Patrick Barbour, Peter Brown, John Mills, Richard Smith, Lord Pearson of Rannoch (démissionnaire en november 2009). 10 ans après sa fondation, ce trust est accusé d'avoir été utilisé pour présenter de manière mensongère la situation du Royaume-Uni dans l'Europe, par exemple par le juriste M Dougan de la Liverpool Law School, à l'Université de Liverpool juge sévèrement ce trust qui a produit des chiffres faux, réutilisés par «Business for Britain» dans un rapport publié en mars 2015 - intitulé « L'influence de l'UE sur le droit britannique : la réponse définitive ». Ce rapport commence avec des définitions erronées de ce qu'est une directive et un règlement européens, et même d'une loi parlementaire anglaise dans le droit britannique, mais il utilise aussi une méthodologie supposée scientifique, gravement biaisées : Business for Britain y décrète qu'entre 1993 et 2014, 64,7% de la législation britannique était sous influence de l'UE, et que les réglementations de l'UE ont représenté 59,3% de toute la législation britannique. Côté britannique, le rapport additionne le nombre total de mesures législatives primaires et secondaires adoptées au Royaume-Uni durant cette période : actes du Parlement et textes réglementaires. Mais du côté de l'UE, le calcul additionne le nombre total de règlements adoptés par l'UE ; puis identifie le nombre total de mesures de transposition des directives par le parlement britannique, extrait ces mesures du décompte britannique pour les exporter vers celui de l'UE. Le décompte final laissait alors croire que seules 35,3% des actes étaient de "pures" loi britannique. Selon Dougan (2017), de telles manipulations multiplient (par près de dix) le nombre de textes de lois directement induits par l'UE, faisant croire que le Royaume-Uni avait perdu son indépendance. De tels biais, utilisés par l'alliance pour le Brexit ont conduit à « l'une des campagnes politiques les plus malhonnêtes de l'histoire britannique moderne ». Selon l'UKIP Bruxelles impose ou crée 75% de la législation britannique, mais ce chiffre, selon Dougan (2017), « ne semble basé sur rien de plus que des remarques de presse, spontanées et non fondées, d'un ancien commissaire européen ». L'auteur principal du rapport est Tim Philpott, pour lequel, selon Dougan, « Il n'est pas clair si cette personne possède une formation, des qualifications, des compétences, une expérience ou une validation externe par des pairs dans le domaine de la recherche juridique ».
L'Alliance TPA produit des documents, diffusés via les médias pour façonner l'opinion publique. Elle ne cache pas que sa stratégie consiste à s'appuyer sur la réduction croissante des budgets d'investigation mis à disposition des journalistes. La TPA regroupe ses messages dans un packaging informationnel fait de telle façon que les journaux n'auront pas d'efforts à faire pour le publier. Ainsi fait-elle publier « des travaux de recherche brefs et conviviaux, avec un titre accrocheur, pour donner aux journalistes une "ligne de tête" prête à l'emploi ».
Une analyse rétrospective des travaux de ce Think tank a montré qu'ils sont en réalité souvent basé sur « l'utilisation des propres données du gouvernement, et sur des demandes d'accès à l'information visant à dénoncer des exemples de gaspillage dans le secteur public ».

## Statut juridique
La Taxpayers 'Alliance s'est constituée non pas comme ONG mais en tant que société privée à responsabilité limitée par garantie au Royaume-Uni - numéro 04873888. 

En tant que « petite entreprise », elle est exemptée d'audit, ce qui signifie qu'elle répond à deux des critères suivants :
- chiffre d'affaires annuel inférieur ou égal à 6,5 millions £
- bilan total inférieur ou égal à 3,26 millions £
- moins de 50 employés.

## Financements de la TPA?

### Organisation peu transparente
la TPA est particulièrement peu transparent sur ses revenus ; elle ne publie aucun détails sur ses revenus, ni sur ses donateurs,. Elle a reçu la note la plus basse possible en termes de transparence financière, de la part de l'ONG britannique « Who Funds You » (ONG qui promeut et évalue la transparence des financement des think tanks).
Le financement de la TPA a été questionné (suspicions de contributions importantes reçues de l'étranger ; de 2013 à 2018, la TPA a aussi reçu au moins 223 300 £ de donateurs basés aux États-Unis, dont 100 000 $ provenant d'une fiducie religieuse basée dans un paradis fiscal (aux Bahamas). 
La TPA (qui a demandé de moindres taxes sur le tabac) fait partie des 475 organisations de droite formant le Réseau Atlas « dont les donateurs comprennent British American Tobacco (BAT), Japan Tobacco International et Morris International (PMI) ». 
En 2013, ce Réseau Atlas a décerné à la TPA un prix de 100.000 dollars pour son travail.
Selon le lanceur d'alerte Shahmir Sanni, ce groupe travaille de concert avec des organisations similaires (Think tanks et groupes de pression) liées au 55 Tufton Street à Westminster ; adresse correspondant à une maison appartenant à l'homme d'affaires Richard Smith, qui depuis les années 2010 accueille régulièrement des groupes de pression et des groupes de réflexion très liés au déni du changement climatique et au Brexit. Parmi ces Think tanks/groupes de pression, figure notamment un groupe surnommé «les neuf entités», qui durant la campagne ayant conduit au Brexit se réunissait deux fois par semaine dans cette maison, afin de coordonner leurs politiques et les messages à diffuser vers divers médias et publics,. Ces neuf groupes de pression sont, outre la TaxPayers 'Alliance, le bureau de Peter Whittle (ancien chef adjoint de l'UKIP), Civitas, l'Adam Smith Institute, Leave Means Leave, la Global Warming Policy Foundation, Brexit Central, le Center for Policy Studies et l'Institute for Economic Affairs.

### Dons
En 2018, Elliot a déclaré qu'il ne pensait pas que la TPA devrait avoir à divulguer ses donateurs : « Je ne pense pas, je pense que les gens ont le droit de faire des dons à des organismes de bienfaisance et à des campagnes de manière anonyme ». 
Les financements de la TPA proviendraient de dons, passés d'environ 68 000 £ en 2005 à environ 1 million de £ en 2009.
Une enquête publiée par le journal The Guardian en 2009 a montré qu'une grande partie des fonds de l'Alliance des contribuables venaient « de riches donateurs, dont beaucoup sont d'éminents partisans du parti conservateur. Soixante pour cent des dons venant d'individus ou de groupes donnant plus de 5 000 £. 
Le Midlands Industrial Council a ainsi donné 1,5 million de livres aux conservateurs depuis 2003. Il a déclaré avoir donné environ 80 000 livres au nom de 32 propriétaires d'entreprises privées différents. 
Tony Gallagher, propriétaire de la société immobilière Gallagher UK, ayant donné 250000 £ aux conservateurs en 2007, est membre du MIC, tout comme Christopher Kelly, propriétaire de la société de transport internationale Keltruck, et Robert Edmiston (propriétaire d'IM Group, une grande voiture. importateur ».8
David Alberto, copropriétaire de la société de bureaux équipés Avanta, a fait don d'une suite à Westminster (d'une valeur de 100 000 £ par an), car il s'oppose au niveau de l'impôt sur les entreprises.
Le magnat de la construction Malcolm McAlpine, et un porte-parole du magnat JCB Sir Anthony Bamford, ont déclaré qu'ils avaient également aidé à financer la TPA, sans préciser à quelle hauteur.

## Influences
Elles semblent placées sur la droite ou l'extrême droite de l'échiquier politique.
Par exemple, en septembre 2010, TaxPayers 'Alliance a organisé un événement, parrainé par plusieurs lobbyistes et groupes américains impliqués dans le mouvement Tea Party, dont l'Americans for prosperity foundation, le Cato Institute et la Heritage Foundation.
L'Alliance prend aussi des conseils auprès des dirigeants du Tea Party (Matthew Elliott déclare à ce sujet en septembre 2010 : « Nous devons apprendre de nos collègues européens et du mouvement du Tea Party aux États-Unis. Il sera fascinant de voir s'il passera au Royaume-Uni. Y aura-t-il le même genre de soulèvement ? »
Le lobby du tabac : La TPA a jugé la taxe sur le tabac « inutilement compliquée, déformante économiquement et moralement oppressive » et incitative pour la contrebande du tabac, qui selon la TPA « met en danger la santé des fumeurs ». La TPA a demandé un gel des droits de douane sur le tabac, en suggérant un taux unique par kilogramme de tabac ou par tranche de 1 000 cigarettes environ, en précisant que, selon elle, « la relation entre les dépenses publiques et la consommation de tabac est faible pour deux raisons : Premièrement, de nombreux fumeurs ne contractent pas le cancer du poumon ou d'autres problèmes de santé majeurs dus au tabagisme, de sorte que les arguments en faveur de la facturation à tous les fumeurs des dépenses publiques liées à ces problèmes sont faibles. Deuxièmement, les fumeurs qui souffrent de problèmes de santé majeurs dus au tabagisme sont plus susceptibles de mourir prématurément, ce qui réduit les dépenses au titre des pensions publiques et autres prestations liées à l'âge. Un décès prématuré est évidemment un coût pour le tabagisme, mais c'est un coût supporté par le fumeur, et non par les autres contribuables ».

### Exposition aux médias
En un an (2009), la TaxPayers 'Alliance a été mentionnée 29 fois par The Guardian, citée dans 517 articles du Daily Mail, 317 fois dans The Sun (y compris une fois par un mannequin à demi-nu sur la page 3).

### Affiliations politiques
La direction de la TPA, ne revendique aucune affiliation officielle à un parti politique.
Selon la BBC (2008), ce think tank de Westminster n'est pas comme les autres, il a beau avoir une plaque en laiton, et quelques chercheurs, il ressemble plus à « un croisement entre une salle de rédaction des médias et le siège d'un petit parti politique », et le directeur de la TPA reconnait organiser l'activité du Think tank plutôt comme celle d'un « groupe de campagne ».
La TPA est souvent considérée comme une officine du Parti conservateur, par exemple par le député travailliste Jon Cruddas. ou par Polly Toynbee dans The Guardian ou encore par Kevin Maguire dans The Daily Mirror,.
Quand Nick Ferrari a demandé à la directrice de campagne de TPA (Susie Squire), si elle était "secrètement conservatrice", celle-ci a rejeté l'accusation comme "scandaleuse" en disant que l'organisation était "totalement indépendante", mais en 2010, Squire est néanmoins devenue conseillère spécial du secrétaire d'État conservateur au travail et aux pensions (Iain Duncan Smith), avant de diriger la communication/presse du parti conservateur. Selon son profil linkedin, elle a ensuite travaillé comme attaché de presse de David Cameron au 10, Downing Street puis dirigé durant un an Corporate Communications and PR en Afrique du Sud avant de travailler pour le Group Head of Communications ; Woolworths Holding Limited, puis de devenir Chef des affaires corporatives et des ressources humaines de JUMO.WORLD.

## Appels, campagnes, activités, publications
le Directeur de la TPA (M. Elliott) se dit, selon la BBC, « admirateur du genre de campagnes populistes percutantes menées par le Parti travailliste dans les années 1990 », il reprend ce modèle, mais dans une perspective de droite, afin de plaider pour un «libre marché». Plusieurs de ses campagnes, par exemple contre les droits de succession, contre les «non-emplois» du secteur public ou contre les dépenses des députés ont eu un large écho dans les médias anglais. La TPA prétendait en 2008 en être en moyenne à trois «coups» médiatiques par jour.
À titre d'exemple, concernant les dépenses des députés, l'Alliance a appelé à plus de responsabilité et de transparence au Parlement et a écrit au commissaire parlementaire aux normes pour demander une enquête sur les dépenses de Michael Martin (quand il était président de la Chambre des communes) ...sans cependant plaider pour une transparence de la part des groupes de pression relevant des financements d'origine industrielle ou commerciales ; des critiques ont fait valoir que l'alliance ne souhaite la transparence que pour les dépenses d'élus et du gouvernement, et non pour les organisations menant des campagnes politiques à des fins commerciales ou autres.

## Critiques et controverses
En 2009, la TPA a admis que M. Elliott, son directeur ne payait pas d'impôts au Royaume-Uni. 
Le groupe a été accusé d'hypocrisie et de conflit d'intérêts (et possiblement d'illégalité) après qu'il a été révélé qu'il réclamait un allégement fiscal sur les dons reçus de riches bailleurs de fonds, dons qui étaient destinés à des fins de recherche politique,.
Une enquête menée par Tim Horton, directeur de recherche de la Fabian Society (politiquement positionnée au centre-gauche), a conclu que ce groupe est "fondamental pour la stratégie politique des conservateurs", qui, selon Horton, devait saper la confiance du public dans la capacité des partis politiques et des élus à fournir des services publics, ouvrant ainsi la voie à des restrictions budgétaires. « Il y a quelque chose de profondément malhonnête dans leurs campagnes sur les défaillances des gouvernements », a-t-il déclaré. « Leur objectif n'est pas d'optimiser la dépense publique, mais simplement de réduire considérablement cette dépense. Pourtant, aucun membre de l'Alliance des contribuables ne fera campagne sur sa vraie vision de la société : moins de services publics. Au moins Thatcher était honnête à propos de l'accord: moins de moyens « publics » vous devenez privé »;
Owen Jones, chroniqueur au Guardian, a critiqué l'Alliance des contribuables dans un livre publié en 2014 « The Establishment: And how they get away with it », en disant: « The TaxPayers 'Alliance est une organisation de droite, financée par des hommes d'affaires conservateurs et composée d'idéologues du marché libre. Et pourtant, elle se présente comme si elle n'était que la voix du contribuable, alors que la notion d'«alliance» elle-même évoque une sorte de large coalition. Dès ses débuts, les déclarations de l'Alliance ont été invoquées plus ou moins comme un porte-parole impartial du contribuable assidu ».
En Écosse, la Taxpayers 'Alliance s'oppose aux dépenses publiques consacrées à la langue gaélique, et elle a été accusée de nourrir la presse de fausses informations pour donner la fausse impression que ces dépenses sont plus élevées et plus frivoles qu'elles ne le sont en réalité. 

### Enquête fiscale sur la branche caritative de la TPA
La TPA a créé en 2006 une branche « caritative » de l'Alliance, dénommée « The taxpayers' Alliance Research Trust », puis renommée (le 23 novembre 2007) « Politics and Economics Research Trust ». 
En 2010, cette entité créée sous le régime du statut d'organisme de bienfaisance, fait l'objet d'une enquête de la part des régulateurs (la « Charity Commission » du Royaume-Uni). Cette enquête fait suite à des allégations selon lesquelles le groupe aurait utilisé la fiducie pour obtenir un allégement fiscal pour des dons en réalité destinés à financer des actions politiques.
Des révélations publiées dans le journal The Guardian, en 2009, ont en effet conduit à ouvrir un dossier de conformité réglementaire concernant ce Trust car en décembre 2009, l'alliance semble avoir demandé à certains de ses donateurs - identifiés comme « hommes d'affaires privés » situé dans les Midlands anglais - de canaliser des fonds (à travers la fiducie) pour financer des recherches sur les politiques susceptibles de nuire à leurs intérêts commerciaux. Ce faisant, l'Alliance a bénéficié d'un allégement fiscal sur les dons. 
Richard Murphy (militant et comptable fiscaliste) a déclaré que cette décision enfreignait potentiellement la loi sur les organismes de bienfaisance, car les directives de la commission britannique indiquent que les organisations de bienfaisance n'ont pas le droit de conduire des actions à des fins politiques.
Un porte-parole de la « Charity Commission » aurait déclaré que « l'enquête a comme but de répondre aux allégations relatives à la relation de l'organisme de bienfaisance avec l'Alliance des contribuables » ; de telles enquêtes sont ouverts quand "les informations disponibles indiquent une faute ou une mauvaise gestion" ou sinon, quand des actions "peuvent avoir été inappropriées".
John Prescott, ancien vice-premier ministre britannique, a déclaré que l'annonce d'une enquête par la Charity Commission montrait que l'Alliance des contribuables "exploitait le contribuable plutôt que protéger ses intérêts comme elle prétend le faire", ; il a également écrit à Suzi Leather (présidente de la Commission), pour demander que le statut d'organisme de bienfaisance de l'Alliance soit suspendu ; il avait déjà dans le passé qualifié l'Alliance de "front du Parti conservateur". Le trust a continué à recevoir des sommes importantes d'argent (1.500.000 £ en 5 ans, de 2008 à 2012).
Un autre rapport, a conclu que l'« Americans for Prosperity » (autre groupe du Tea Party, qui prétend avoir 1,5 million d'activistes) est en réalité dirigé par des milliardaires pétroliers, les frères Koch de Koch Industries. Ce groupe de pression était également représenté à la conférence de Londres, et a aidé à la financer.

### Dépenses excessives illégales, licenciements illégaux, diffamation, dissimulation de financement
En 2018, la TaxPayers 'Alliance a reconnu sur la BBC et sur le site Web «Brexit Central» avoir illégalement vilipendé et limogé le lanceur d'alerte Shahmir Sanni (trésorier du groupe BeLeave, parce qu'il avait révélé des dépenses excessives illégales dans sa campagne lors du Référendum sur l'appartenance du Royaume-Uni à l'Union européenne, campagne pro-Brexit (Shahmir Sanni a aussi révélé une collusion entre la TaxPayers' Alliance et plusieurs think tank et groupes de pression, impliquant Peter Whittle, l'ancien chef-adjoint de l'UKIP, Civitas, l'Adam Smith Institute, Leave Means Leave, la Global Warming Policy Foundation, Brexit Central, le Center for Policy Studies et l'Institute for Economic Affairs).
Elliott avait qualifié Sanni de « fantasiste à la Walter Mitty » et avait affirmé qu'il était coupable de "complètement mentir". 
L'Alliance n'a pas non plus contesté qu'elle était responsables de la création du site Web d'Elliott « Brexit Central » (site fermé le jour où le Royaume-Uni est officiellement sorti de l'Union Européenne, mais remplacé par d'autres). 

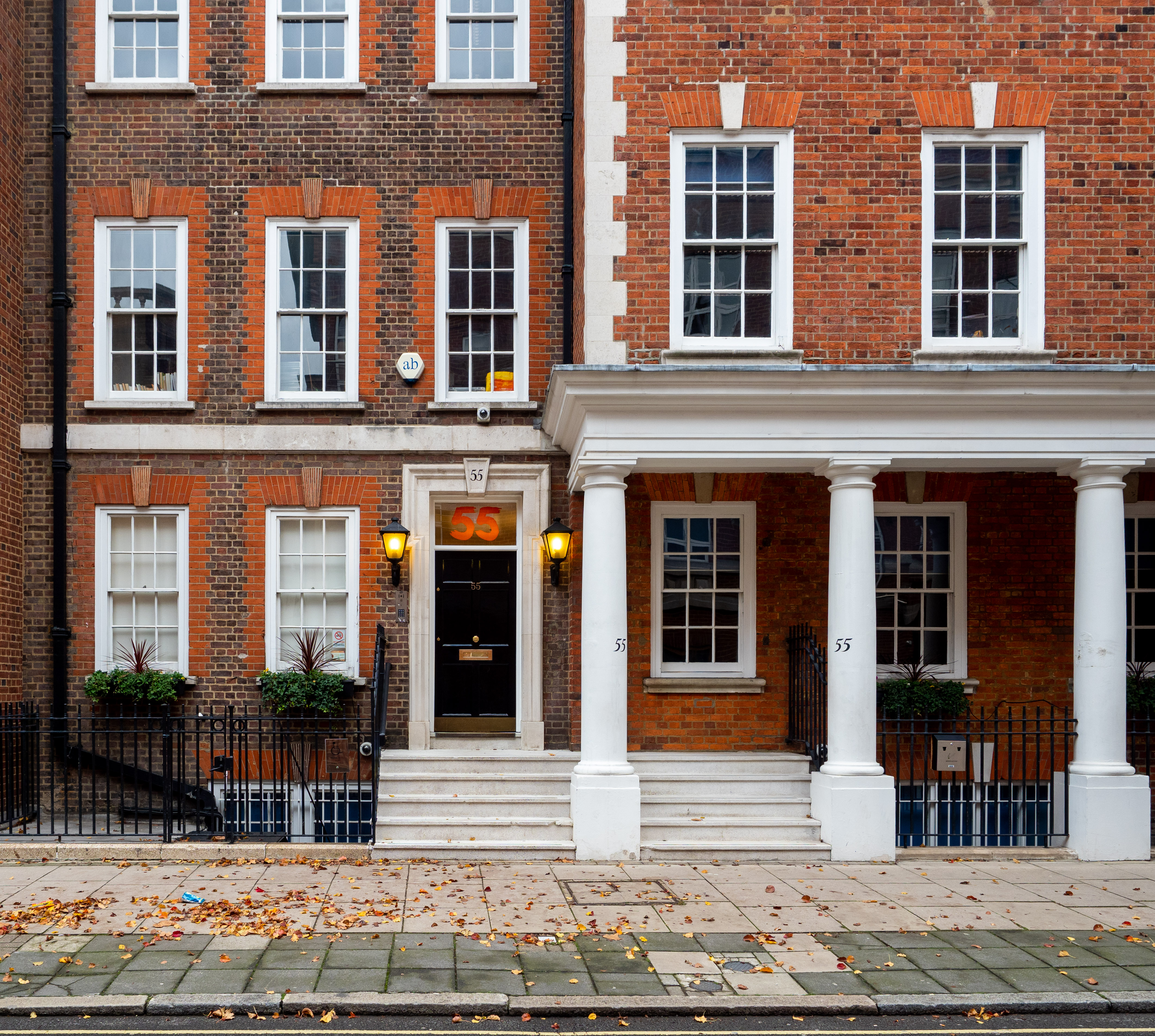
Le 55 Tufton Street à Westminster (Londres), où se réunissent régulièrement 9 groupes de pression et Think tanks, dont la Taxpayers' Alliance

Elle a aussi reconnu avoir coordonné ses actions avec Downing Street et avec neuf think tanks "de droite" liés, qui opèrent dans et autour des bureaux du 55 Tufton Street à Westminster. Ce réseau comprend l'Institut Adam Smith, le Center for Policy Studies, l'Institute of Economic Affairs et Leave Means Leave. 
Un avocat a déclaré : « Il est incroyablement inhabituel pour un défendeur de faire une concession complète sur sa responsabilité, comme le fait ici le défendeur. Agiter un drapeau blanc pour éviter de divulguer des documents et de témoigner au tribunal est vraiment inhabituel. Ils ont tout concédé. Comment une organisation ostensiblement privée a travaillé avec Downing Street ? Quelle est leur relation ? Qui sont leurs bailleurs de fonds ? »,.

## Conseil consultatif de la TPA
Selon le site internet de l'organisation (début février 2021) ce conseil consultatif était constitué de : 
- Andrew Allum, cofondateur et président de la TPA de 2004 à 2019 ; L.E.K. Consulting ; conseiller municipal de Westminster (1998-2002)
- Tim Andrews, fondateur de l'Australian Taxpayers 'Alliance
- James Bartholomew, journaliste, auteur de The Welfare State We're In, et The Welfare of Nations ; L'État providence dans lequel nous sommes, et Du bien-être des nations) ; directeur du musée de la terreur communiste
- Dr Eamonn Butler, directeur de l'Institut Adam Smith
- Dr Timothy George Congdon (dit Tim Congdon), économiste anglais conservateur et eurosceptique, né en 1951
- Dr Stephen Davies, directeur de l'éducation à l'Institute of Economic Affairs (think tank néolibéral basé à Westminster)
- Kevin Dowd, professeur de finance et d'économie à l'école de commerce de l'Université de Durham
- Stephen Herring, responsable de la fiscalité à l'Institut des directeurs (Institute of Directors (IoD))
- Troy Lanigan, ancien président et directeur de la Fédération canadienne des contribuables
- Dominique Lazanski, propriétaire et directeur de "Last Press Label" à Londres (cabinet de conseil sur l'Internet et notamment sur la cybersécurité) ; employé de GSM Association (GSMA)
- Ruth Lea CBE, conseillère économique au sein du Groupe Arbuthnot Banking (maison mère de Arbuthnot Latham & Co., Limited.)
- Patrick Minford, professeur d'économie appliquée à la Cardiff Business School
- James Price, directeur principal des comptes chez Hanover Communications (Agence de conseil et de communication)
- David B. Smith, économiste et auteur
- James Tooley, professeur d'entrepreneuriat et de politiques éducatives, Université de Buckingham
- Jordan Williams, directeur exécutif du New Zealand Taxpayers 'Union

### Groupes et entités liés à la TPA
- Business for Britain
- Institut Adam Smith
- Center for Policy Studies
- Institute of Economic Affairs
- Leave Means Leave
- Réseau Atlas
- Cambridge Analytica
- AggregateIQ
- Australian Taxpayers’ Alliance (à Melbourne)

#### Pamphlet
- Matthew Elliott, Matthew Sinclair & Corin Taylor "How cutting corporation tax would boost revenue", September 2008